# Langjun (köpinghuvudort i Kina, Hubei Sheng, lat 30,91, long 113,64)
Langjun (kinesiska: 郎君, 郎君镇) är en köpinghuvudort i Kina. Den ligger i provinsen Hubei, i den centrala delen av landet, omkring 71 kilometer nordväst om provinshuvudstaden Wuhan. Antalet invånare är 50 520. Befolkningen består av 24 004 kvinnor och 26 516 män. Barn under 15 år utgör 11,0 %, vuxna 15-64 år 78 %, och äldre över 65 år 9,0 %.
Runt Langjun är det tätbefolkat, med 683 invånare per kvadratkilometer. Närmaste större samhälle är Chengzhong, 9,4 km väster om Langjun. Trakten runt Langjun består till största delen av jordbruksmark.
Genomsnittlig årsnederbörd är 1 441 millimeter. Den regnigaste månaden är juli, med i genomsnitt 203 mm nederbörd, och den torraste är december, med 19 mm nederbörd.